# 아동혹사죄
아동혹사죄(兒童酷使罪)는 자기의 보호 또는 감독을 받는 16세 미만의 자를 생명 또는 신체에 위험한 업무에 사용할 영업자 또는 종업자에게 인도하거나 그 인도를 받는 죄. 5년 이하의 징역에 처한다(274조). 본죄는 필요적 공범이며, 인도와 인수가 있음으로써 족하고, 인도·인수된 아동이 현실로 위험있는 업무에 종사하였느냐의 여부는 본죄의 성립에 영향이 없다.